# Mussol pirinenc
|  | «Miloca» redirigeix aquí. Vegeu-ne altres significats a «Estel (màquina)». |

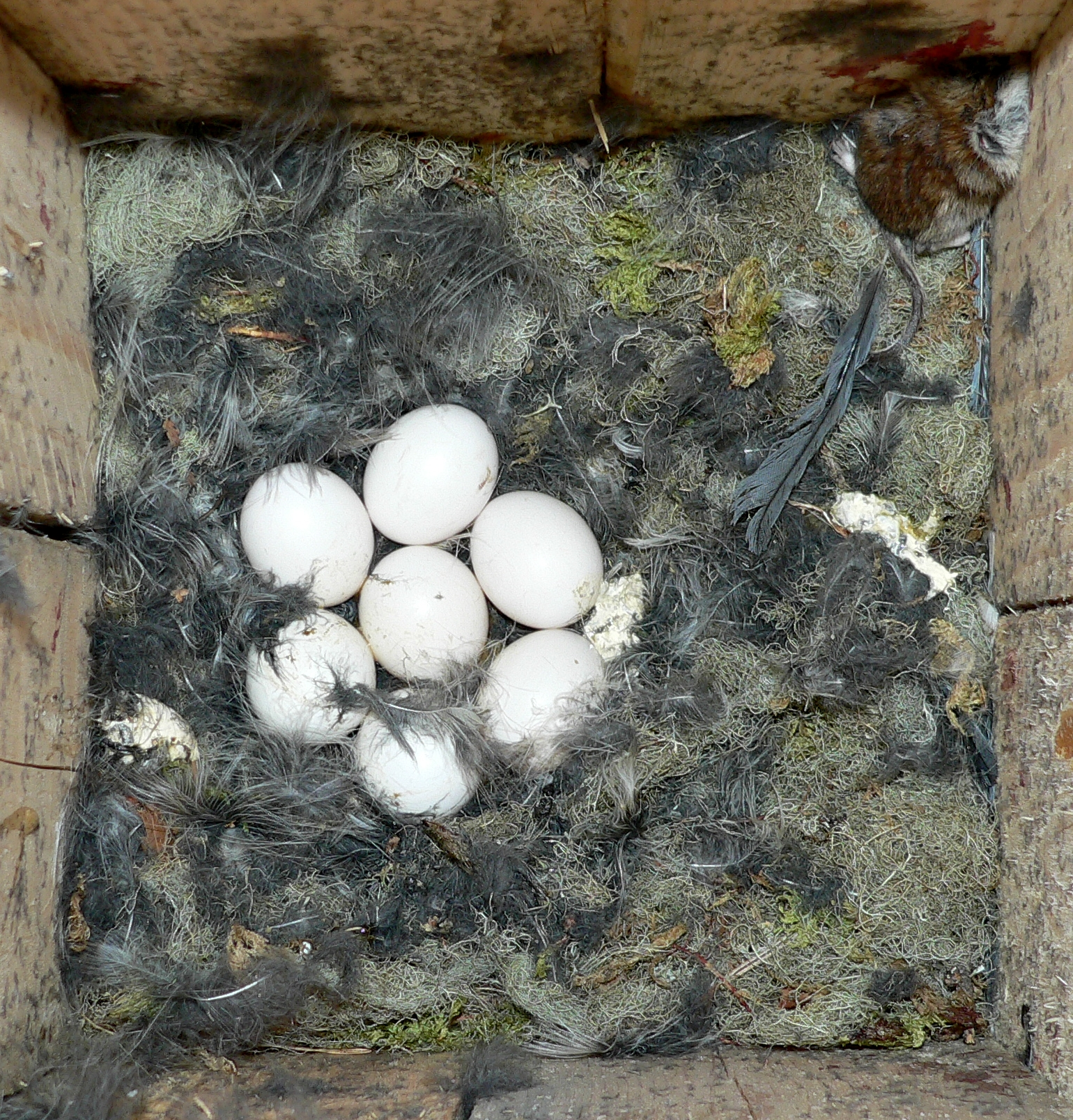
Niu de mussol pirinenc.

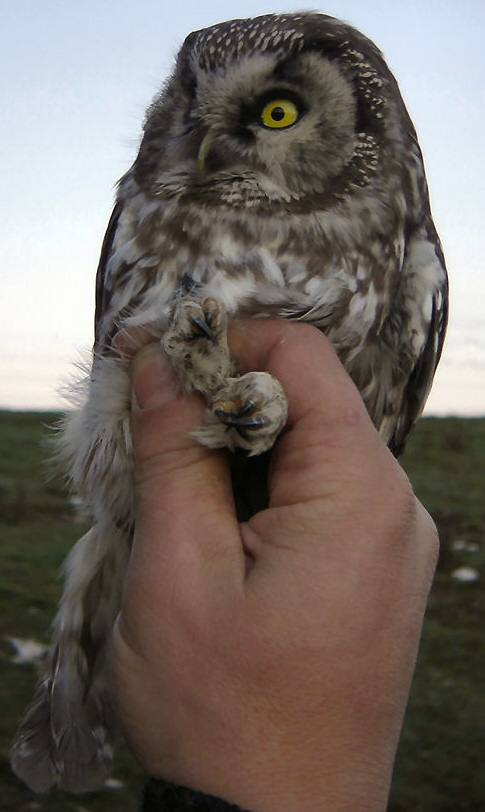
Mussol pirinenc

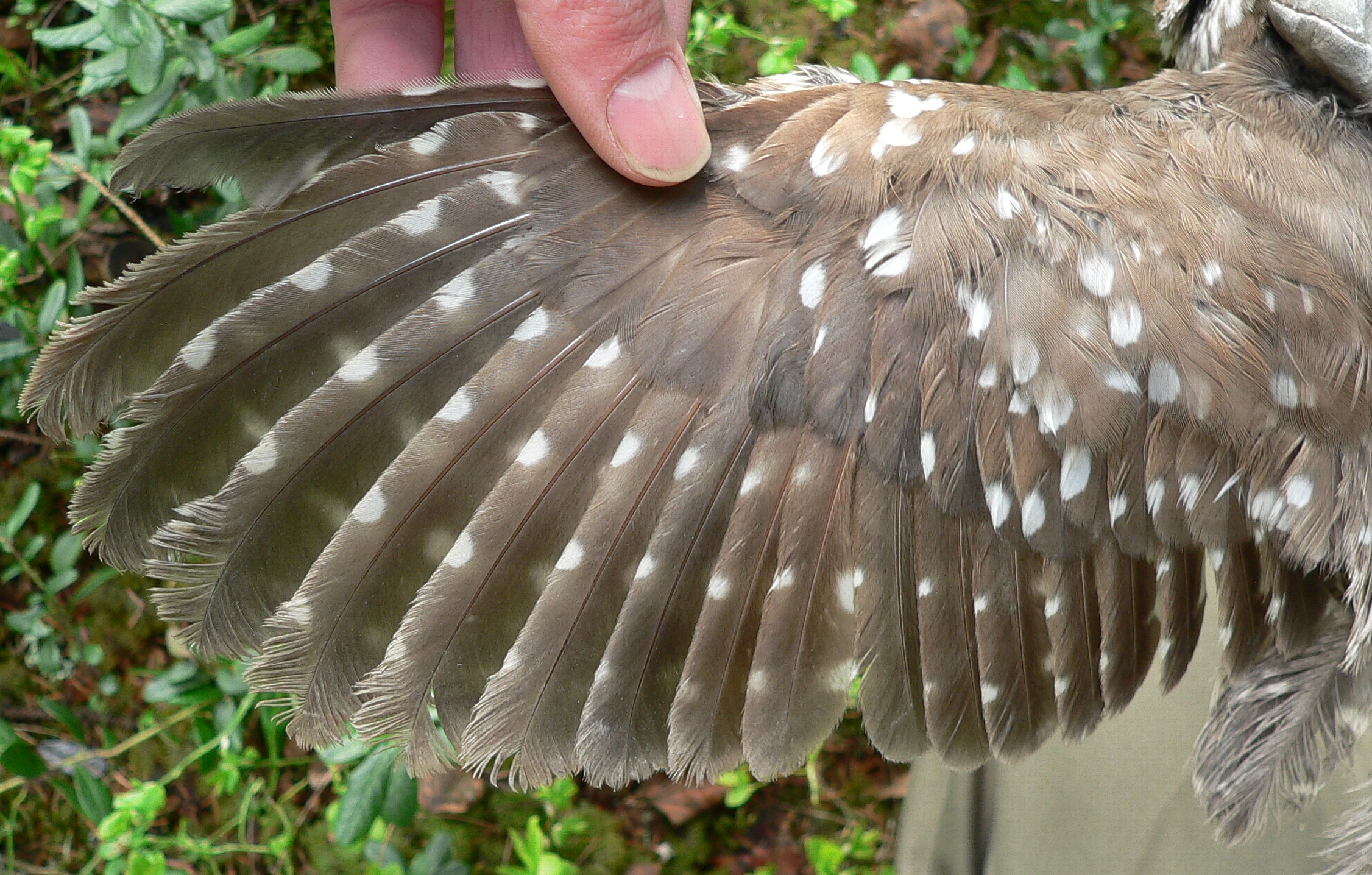
Ala dreta d'un mussol pirinenc capturat a l'oest de Finlàndia.

El mussol pirinenc, mussol de Tengmalm o miloca (Aegolius funereus) és una espècie d'ocell de la família dels estrígids (Strigidae). Habita als Pirineus i altres zones de l'hemisferi nord. El seu estat de conservació es considera de risc mínim.

## Morfologia
- Els mascles fan 21-25 cm de llargària total, 55-58 d'envergadura alar i pesen 93-139 g.
- Les femelles fan 25-28 cm, fan 59-62 cm d'envergadura alar i pesen 132-215 g.[7]
- Té les parts superiors brunes tacades de blanc i les inferiors blanquinoses amb ratlles fosques amples.
- Cap gros.
- Cara blanca amb ulls de color groc.
- Bec de color groc blanquinós.
- Té els discs facials grossos i molt marcats.
- Té els tarsos i els dits coberts de plomes blanques[8] per protegir-se del fred dels boscos subalpins.
- Els exemplars joves són de color marró xocolata.

## Subespècies
- Aegolius funereus funereus
- Aegolius funereus caucasicus
- Aegolius funereus magnus
- Aegolius funereus pallens
- Aegolius funereus beickianus
- Aegolius funereus richardsoni
- Aegolius funereus sibiricus
- Aegolius funereus jakutorum
- Aegolius funereus juniperi[9]

## Reproducció
Fa el niu als boscos de coníferes molt densos, la femella hi pon 3-6 ous i els cova durant 28 dies. Els pollets esdevindran sexualment madurs en llur primer any de vida. Als Països Catalans va ésser citat per primera vegada com a nidificador l'any 1983 en algun punt molt localitzat de l'Alta Cerdanya i del Massís del Canigó.
És bàsicament monògam però, a Euràsia i només quan hi ha aliment en abundància, se n'han documentat casos d'un sol mascle aparellat amb dues femelles i d'una sola femella fent dues postes de dos companys diferents.

## Alimentació
Menja arvicolins i altres mamífers, ocells, insectes i altres invertebrats.

## Distribució geogràfica
Habita al centre i al nord d'Euràsia i Amèrica.

## Costums
És un ocell nocturn.

## Conservació
A banda de la depredació que pateix per part dels seus depredadors naturals (el gamarús eurasiàtic, l'astor i la marta), l'alteració del seu hàbitat per accions antròpiques (estacions d'esquí, obertura de vials forestals en zones de cria) i la mala gestió del seu hàbitat poden comprometre la seua supervivència.

## Observacions
- El mussol de Tengmalm rep aquest nom en honor del naturalista suec Peter Gustaf Tengmalm.
- Pot arribar a viure fins als 10 anys.

## Curiositats
A la pel·lícula Memòries d'Àfrica del director de cinema Sydney Pollack hi surt aquest ocell com a animal de companyia de Karen Blixen però, en realitat, ni és nadiu d'Àfrica ni fou l'autèntica espècie de mussol que acompanyava l'escriptora.